# Katwijk Farma
Katwijk Farma is een farmaceutisch bedrijf te Katwijk, in de Nederlandse provincie Zuid-Holland, dat is ontstaan in 1914.

## Geschiedenis
De geschiedenis van het bedrijf ving aan in 1905 toen chemicus G.C.A. van Dorp te Utrecht een chemisch laboratorium begon voor het bereiden van preparaten en het uitwerken van chemische procédé’s voor de techniek. Er werden onder meer preparaten van thoriumnitraat vervaardigd, ten behoeve van de productie van gaskousjes. Na enkele jaren werd Van Dorp overgeplaatst naar Katwijk, alwaar hij hoofd werd van het Nederlandsche Visserijproefstation. Zijn laboratorium verhuisde mee en heeft bestaan tot 1918. Het vervaardigde preparaten op bestelling.
In 1914 richtte Van Dorp de Naamloze Vennootschap Sociëteit voor Chemische Industrie te Katwijk op, die zich bezighield met het extraheren van cacaoboterpulp om daaruit coffeïne en theobromine te winnen. Hieruit zijn uiteindelijk drie bedrijven voortgekomen, en wel:
- Katwijk Chemie te Katwijk, een chemiebedrijf dat fijnchemicaliën en basisproducten voor de farmaceutische industrie vervaardigt. Het heeft 87 medewerkers.
- Katwijk Farma te Leiden, dat generieke geneesmiddelen voor de Nederlandse markt maakt, en anti-epileptica als specialiteit heeft. Het is in 2004 overgenomen door de Canadese Apotex-groep. Het telt 150 medewerkers.
- Sameko Farma BV te Leiden, een farmaceutische groothandelsfirma.